# Atya dressleri
Atya dressleri е вид десетоного от семейство Atyidae. Видът не е застрашен от изчезване.

## Разпространение и местообитание
Разпространен е във Венецуела и Панама.
Обитава сладководни басейни и потоци.